# Sophy Gray

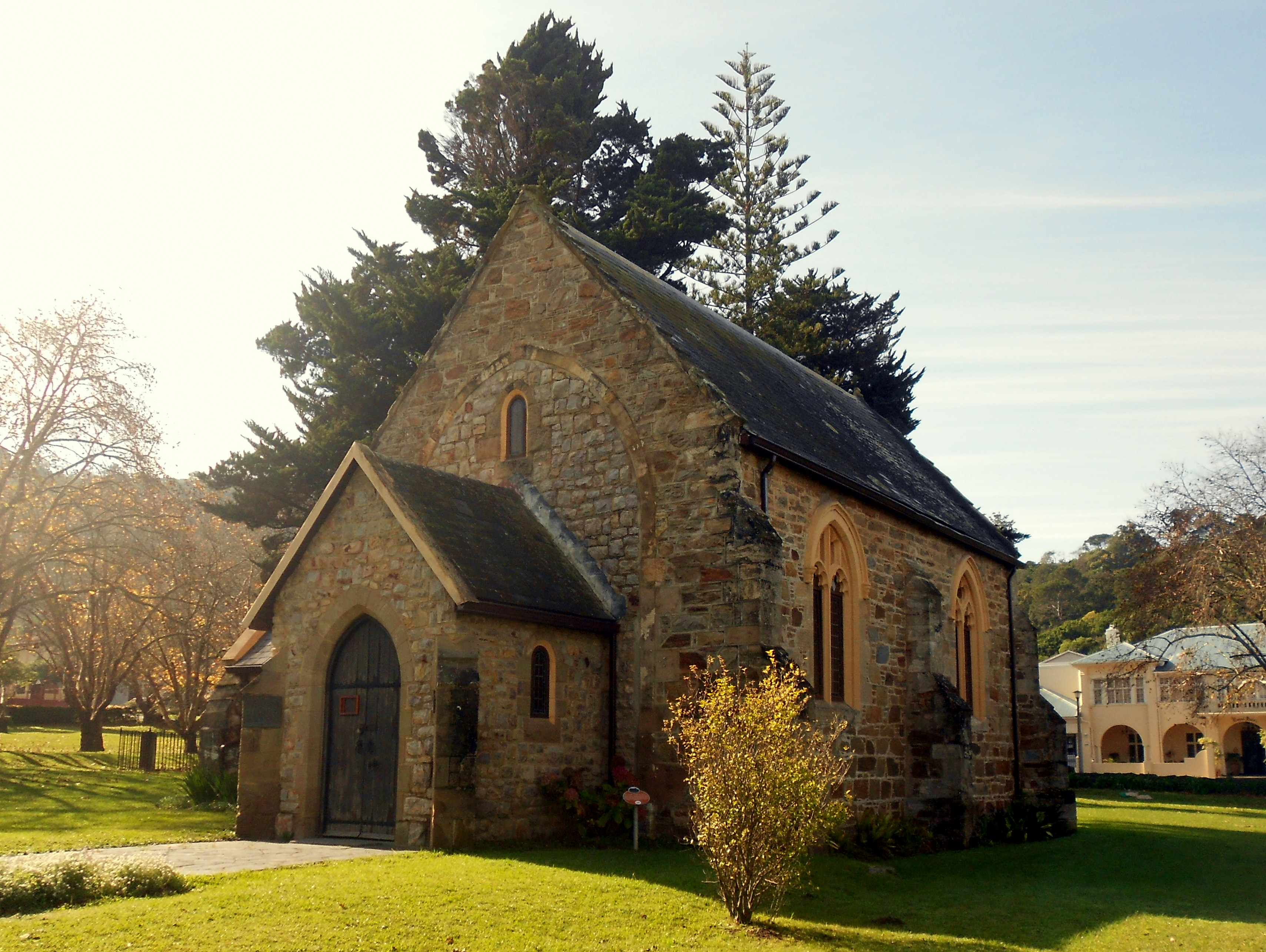
Sophy Gray. Iglesia St George's, Knysna, 1849.

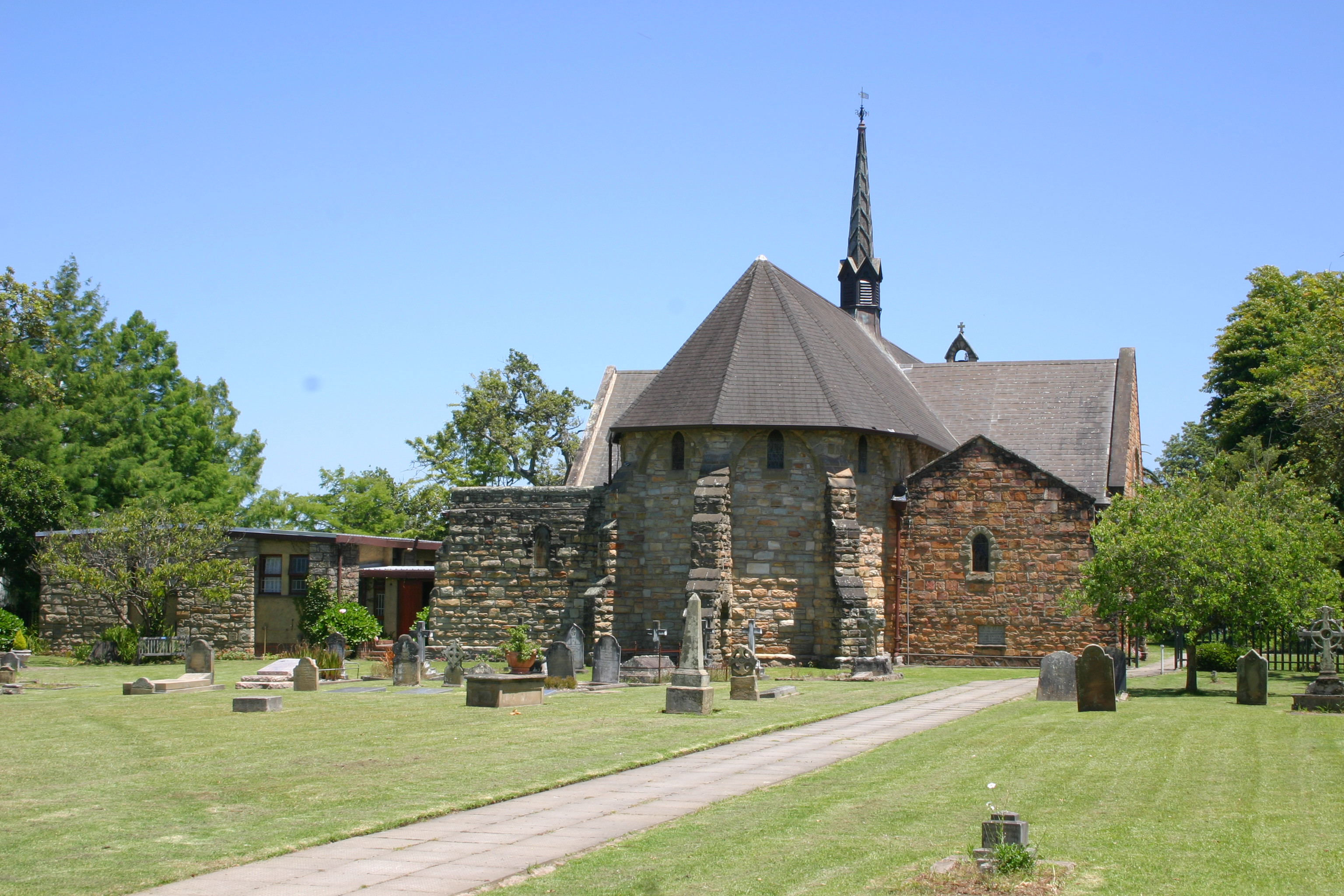
Catedral San Marcos, George, 1850

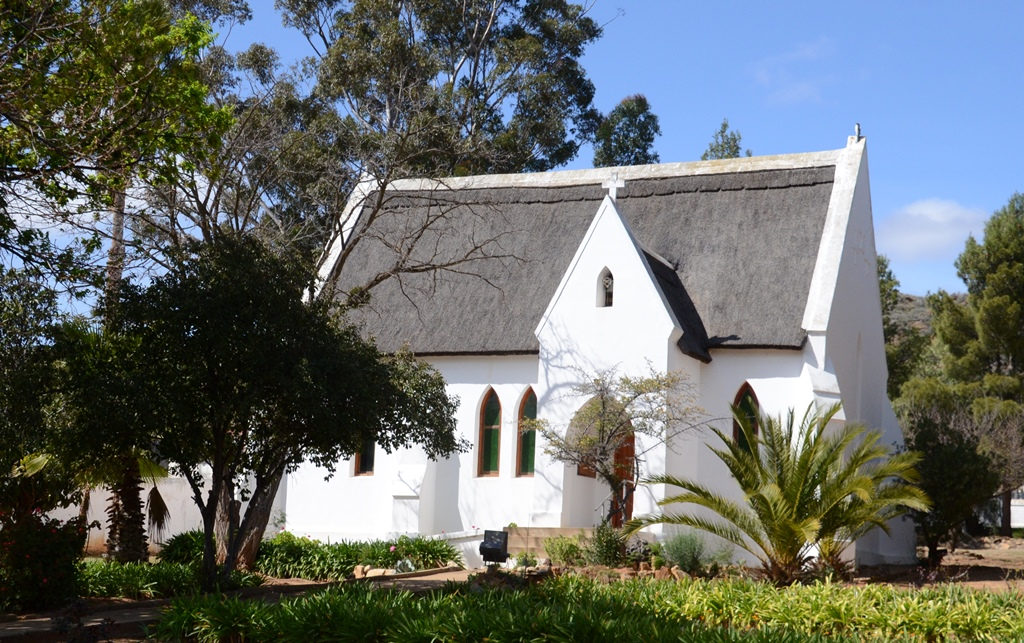
Iglesia de Todos los Santos, Uniondale, 1869

Sophia Wharton Myddleton (5 de enero  de 1814 - 27 de abril  de 1871), conocida como Sophy Gray, fue arquitecta, dibujante y artista.

## Primeros años
Sophy Gray nació el 5 de enero de 1814 en Easington en Yorkshire, la quinta hija del escudero del condado Richard Wharton Myddleton de Durham y Yorkshire.  
Sophy y sus dos hermanas fueron criadas en una familia opulenta, que poseía propiedades en North Riding y Durham.  Sophy se casó con Robert Gray en 1836 luego de un compromiso de seis meses, cuando él era rector de Whitworth, Durham. Durante nueve años vivieron en Old Park y Whitworth, hasta que Robert fue postulado en una lista corta para uno de los tres nuevos obispados coloniales. Fue elegido para el Cabo de Buena Esperanza.
En 1847, Sophy y Robert viajaron a Ciudad del Cabo donde debía establecer una nueva diócesis colonial, aumentar el número de clérigos y establecer nuevas iglesias y escuelas. En ese momento sólo había diez iglesias anglicanas en Sudáfrica. Al momento de su muerte, 25 años más tarde, este número había aumentado a 63.

## Trayectoria
Autodidacta, ella llevó planos de arquitectura neogótica que podían adaptarse al diseño de nuevas iglesias y escuelas necesarias para la fundación de la diócesis colonial. De las 50 iglesias anglicanas construidas en Sudáfrica entre los años 1848 y 1880, al menos 35 de ellas fueron diseñadas por Gray.
La escala modesta, los detalles y el bajo costo de estas iglesias, así como el uso frecuente de piedra de la zona, les da una unidad de estilo. Gray era aparentemente muy consciente de la necesidad de la economía y el obispo Gray expresó sus sentimientos sobre el asunto: “lo único que lamento es que todas nuestras iglesias serán del mismo estilo arquitectónico y de las mismas características; la economía local nos obliga a estar contentos con espadañas en lugar de torres campanario y Primer Gótico inglés en lugar de Gótico Decorado”.
Ella no sólo ocupó el cargo de arquitecta, sino que se encargó de llevar los registros de los sínodos, sus reuniones y ceremonias oficiales. También guardaba registros de correspondencia y crónicas de las iglesias. Sus habilidades artísticas fueron demostradas por las numerosas acuarelas y los bosquejos que ella hizo, usados con frecuencia para ilustrar los diarios de su marido. Por ende, el obispo difícilmente habría podido llevar adelante su tarea sin la ayuda y conocimiento de Sophy. En reconocimiento a su contribución se encuentra en la iglesia San Jorge un vitral con su retrato.
La tesis doctoral de Desmond Martin estudia las iglesias construidas por los Gray. De más de 50 iglesias construidas en Sudáfrica durante el obispado de Robert Gray, al menos 40 fueron diseñadas por Sophy. En 2005 Martin publicó un libro titulado "Las iglesias episcopales" e ilustrado con sus acuarelas y dibujos lineales de sus 40 iglesias, incluyendo las iglesias de St Paul's, Rondebosch, St Saviour's, Claremont, St Peter's, Bahía Plettenberg, St James, Graaff-Reinet and St Jude's, Oudtshoorn.

## Obras
Entre las obras más relevantes se encuentran:
| Iglesia                          | Lugar                                       | Año  | Ubicación                                       |
| -------------------------------- | ------------------------------------------- | ---- | ----------------------------------------------- |
| Iglesia St Paul's                | Eerste River, Provincia Occidental del Cabo | 1848 | 34°01′38″S 18°44′40″E / -34.027089, 18.744493   |
| Iglesia St James'                | Graaff-Reinet                               | 1848 | 32°15′03″S 24°32′12″E / -32.25090, 24.53671     |
| Iglesia St Paul's                | Rondebosch, Ciudad del Cabo                 | 1849 | 33°57′44″S 18°28′09″E / -33.962111, 18.469283   |
| Iglesia St George's              | Knysna                                      | 1849 | 34°02′07″S 23°03′01″E / -34.03536, 23.05027     |
| Capilla de escuela               | Beaufort West                               | 1849 | 32°20′43″S 22°34′56″E / -32.345383, 22.582288   |
| Iglesia Christ                   | Colesberg                                   | 1849 | 30°43′11″S 25°05′51″E / -30.719813, 25.097551   |
| Catedral de San Marcos           | George                                      | 1849 | 33°57′28″S 22°27′30″E / -33.95771, 22.45844     |
| Iglesia de la Santísima Trinidad | Caledon                                     | 1850 | 34°13′54″S 19°25′39″E / -34.231650, 19.427487   |
| Iglesia St Saviour's             | Claremont, Ciudad del Cabo.                 | 1850 | 33°59′02″S 18°27′54″E / -33.983850, 18.464919   |
| Iglesia de la Santísima Trinidad | Belvidere, Knysna                           | 1851 | 34°02′28″S 22°59′57″E / -34.041186, 22.999063   |
| Iglesia St Peter's               | Pietermaritzburg                            | 1851 | 29°36′17″S 30°22′34″E / -29.604722, 30.376111   |
| Christ Church                    | Swellendam                                  | 1852 | 34°01′20″S 20°26′27″E / -34.022280, 20.440812   |
| Iglesia de Cristo                | Beaufort West                               | 1852 | 32°20′45″S 22°34′57″E / -32.3459194, 22.5824806 |
| Iglesia St James the Great       | Worcester                                   | 1852 | 33°38′45″S 19°26′43″E / -33.64579, 19.44524     |
| Iglesia San Juan Bautista        | Louvain Farm, Schoonberg cerca de Herold    | 1853 | 33°48′41″S 22°38′45″E / -33.811265, 22.645788   |
| Iglesia de todos los Santos      | Somerset East                               | 1854 | 32°43′01″S 25°35′09″E / -32.717056, 25.585806   |
| Iglesia St Paul's                | North End, Puerto Elizabeth                 | 1854 | 33°56′43″S 25°35′23″E / -33.945341, 25.589697   |
| Iglesia St Matthew's             | Riversdale, Provincia Occidental del Cabo   | 1854 | 34°05′34″S 21°15′31″E / -34.092683, 21.258495   |
| Capilla de Escuela               | Mossel Bay                                  | 1855 |                                                 |
| Iglesia St Andrew's              | Newlands, Ciudad del Cabo                   | 1856 | 33°58′18″S 18°27′16″E / -33.971682, 18.454575   |
| Capilla Armstrong Memorial       | Colegio St. Andrew's, Grahamstown           | 1856 | 33°18′27″S 26°31′07″E / -33.307614, 26.518481   |
| Iglesia St Peter's               | Cradock                                     | 1857 | 32°10′20″S 25°36′58″E / -32.172248, 25.616006   |
| Iglesia de Virgen María          | Woodstock, Ciudad del Cabo                  | 1859 | 33°55′36″S 18°26′47″E / -33.926753, 18.446460   |
| Iglesia de todos los Santos      | Bredasdorp                                  | 1859 | 34°32′06″S 20°02′25″E / -34.535035, 20.040180   |
| Iglesia St Andrew's              | Ceres                                       | 1860 | 33°22′10″S 19°18′39″E / -33.369509, 19.310847   |
| Iglesia St Jude's                | Oudtshoorn                                  | 1860 | 33°35′15″S 22°12′11″E / -33.5875861, 22.2031667 |
| Capilla Constantia               | cerca de Ciudad del Cabo                    | 1860 |                                                 |
| Iglesia de todos los Santos      | Durbanville                                 | 1860 | 33°50′05″S 18°38′58″E / -33.834707, 18.649350   |
| Iglesia St Mary's                | Robertson                                   | 1861 | 33°48′05″S 19°52′56″E / -33.801456, 19.882262   |
| Estación Misionera St Thomas'    | Rondebosch, Ciudad del Cabo                 | 1864 | 33°57′46″S 18°28′37″E / -33.962764, 18.477080   |
| Iglesia St John's                | Clanwilliam                                 | 1864 | 32°10′44″S 18°53′34″E / -32.1788861, 18.8928611 |
| Capilla St Mark's                | Distrito Seis, Ciudad del Cabo              | 1865 |                                                 |
| IglesiaSt Patrick's              | Umzinto, KwaZulu-Natal                      | 1868 | 30°18′37″S 30°39′53″E / -30.310278, 30.664608   |
| Iglesia St Augustine's           | Fraserburg                                  | 1869 | 31°55′00″S 21°30′47″E / -31.916598, 21.513118   |
| Iglesia St Luke's Mission        | Swellendam                                  | 1869 | 34°01′13″S 20°26′40″E / -34.020183, 20.444433   |
| Iglesia St John's                | Victoria West                               | 1869 | 31°24′13″S 23°06′45″E / -31.403668, 23.112632   |
| Iglesia de todos los Santos      | Uniondale                                   | 1869 | 33°39′22″S 23°07′42″E / -33.656098, 23.128386   |
| Capilla St Mildred's             | Montagu                                     | 1870 | 33°47′13″S 20°07′02″E / -33.787002, 20.117102   |
| Iglesia St Peter's               | Plettenberg Bay                             | 1879 | 34°03′16″S 23°22′29″E / -34.054481, 23.374638   |
| Iglesia St Matthew's             | Willowmore                                  | 1880 | 33°17′44″S 23°29′20″E / -33.295498, 23.488919   |